# Preston Blair
Preston Blair (Redlands, Califórnia, 28 de outubro de 1918 — Santa Cruz, 10 de abril de 1995) foi um animador estadunidense, destacado por seu trabalho nos estúdios de Walt Disney e no departamento de animação dos estúdios Metro-Goldwyn-Mayer (MGM) e conhecido por seus livros didáticos sobre animação.

## Biografia
Começou sua carreira de animador no início da década de 1930 nos estúdios de animação da Universal, dirigidos por Walter Lantz e Bill Nolan. Mais tarde, transferiu-se para o estúdio Screen Gems de Charles B.Mintz e, no final da década de 1930, foi para a Disney. Lá, Blair animou curtas-metragem, cenas de Mickey Mouse nas sequências do longa-metragem Fantasia intituladas O Aprendiz de Feiticeiro, e a Dança das Horas, com um hipopótamo e um crocodilo. Ele também participou dos filmes Pinocchio e Bambi.
Blair deixou a Disney depois da greve dos animadores de 1941 e foi contratado pela unidade de Tex Avery na MGM. Lá, notabilizou-se particularmente pela animação da personagem sexy "Red" de Red Hot Riding Hood. "Red" apareceu mais tarde em outros desenhos de Avery, incluindo Swing Shift Cinderella, Uncle Tom's Cabana e no curta de Droopy The Shooting of Dan McGoo. No fim da década de 1940, Blair foi escalado com o animador Michael Lah para dirigir vários curtas de Barney Bear.
Blair continuou sua carreira na década de 1960 trabalhando com os Flintstones nos estúdios Hanna-Barbera.
O animador é conhecido pelos livros sobre animação lançados pela editora Walter T. Foster Publishing. Seu primeiro livro, Animation, foi publicado em 1948 e originalmente incluía ilustrações dos famosos personagens da MGM. Na segunda edição do livro esses personagens foram redesenhados para ocultar suas origens. Blair escreveu muitos livros sobre o assunto pelos quarenta anos seguintes, culminando em 1994 com Cartoon Animation, um livro de 224 páginas que reúne o melhor material publicado em todos os seus livros.
Preston Blair era irmão do artista Lee Everett Blair e cunhado da artista e designer Mary Blair.